# Eurasia International University
Eurasia International University (EIU, arménsky Եվրասիա միջազգային համալսարան) je vysoká škola, která byla založena v Jerevanu v roce 1996 pod jménem Mchitar-Gosch. V roce 2004 byl název změněn na současný Eurasia International University. Je to soukromá univerzita a byla jednou z prvních arménských univerzit, která provedla boloňskou reformu. Vyučuje se zde právo, ekonomie a cizí jazyky. Učitelé a instruktoři, kteří učí na univerzitě, jsou absolventi American University of Armenia a Státní univerzity. Univerzita nabízí také magisterské studium a spolupracuje se zahraničními univerzitami.